# Mariëlle van Scheppingen
Mariëlle van Scheppingen-Romme, née le 2 mai 1973, est une coureuse cycliste néerlandaise.

## Palmarès sur route
- 1996
  - 2e de Randstad Klassieker
- 1997
  - 2e du championnat des Pays-Bas du contre-la-montre
- 1998
  - 2e étape de Ster van Walcheren
  - 2e du championnat des Pays-Bas du contre-la-montre
  - 3e du RaboSter Zeeuwsche Eilanden
- 1999
  - 3e du championnat des Pays-Bas du contre-la-montre
- 2000
  - 2e du Novilon Euregio Cup
  - 10e de la course en ligne des championnats du monde
- 2001
  - 12e étape de Women's Challenge
  - 3e du championnat des Pays-Bas du contre-la-montre

## Palmarès sur piste

### Championnats nationaux
- 1995
  - 3e de la poursuite
- 1996
  - 3e de la poursuite
- 1998
  - 3e de la poursuite
- 2001
  - 2e de la poursuite
  - 3e de la course aux points